# Nikołaj Wozniesienski
Nikołaj Aleksiejewicz Wozniesienski (ros. Никола́й Алексе́евич Вознесе́нский, ur. 18 listopada?/1 grudnia 1903 we wsi Tiopłoje w guberni tulskiej, zm. 1 października 1950 w Leningradzie) – radziecki polityk, I zastępca przewodniczącego Rady Komisarzy Ludowych ZSRR (1941–1946), członek KC WKP(b) (1939–1949), członek Biura Politycznego KC WKP(b) (1947–1949).

## Życiorys
Od 1919 w RKP(b), sekretarz wydziału wydawnictw powiatowego komitetu RKP(b), w latach 1919–1920 sekretarz powiatowego komitetu RKP(b), 1920–1921 kierownik działu i redaktor gazety „Junyj kommunar” w Tule, 1921–1926 studiował w Komunistycznym Uniwersytecie im. Swierdłowa, 1924–1926 kierownik wydziału agitacyjno-propagandowego rejonowego komitetu KP(b)U w Jenakijewem, 1926–1927 sekretarz partyjnego komitetu fabrycznego w tym mieście. 1927–1928 zastępca kierownika wydziału agitacyjno-propagandowego okręgowego komitetu KP(b)U w Artiomowsku, 1928–1931 studiował w Ekonomicznym Instytucie Czerwonej Profesury, na którym 1931–1934 był wykładowcą. Od 11 lutego 1934 do 10 marca 1939 członek Komisji Kontroli Radzieckiej przy Radzie Komisarzy Ludowych ZSRR, 1935 pełnomocnik tej komisji w obwodzie donieckim, 1937–1938 zastępca przewodniczącego, a od 19 stycznia 1938 do 10 marca 1941 przewodniczący Państwowej Komisji Planowania przy Radzie Komisarzy Ludowych ZSRR. Od 21 marca 1939 do 13 września 1949 członek KC WKP(b), od 4 kwietnia 1939 do 10 marca 1941 zastępca przewodniczącego Rady Komisarzy Ludowych ZSRR, od 21 czerwca 1939 do 30 maja 1941 członek Komitetu Obrony przy Radzie Komisarzy Ludowych ZSRR, w 1941 zastępca przewodniczącego tego komitetu. Członek Rady Ekonomicznej przy Radzie Komisarzy Ludowych ZSRR, od 5 maja 1940 do 21 marca 1941 zastępca przewodniczącego tej rady. Od 16 kwietnia 1940 do 10 marca 1941 przewodniczący Rady Gospodarczej przy Radzie Komisarzy Ludowych ZSRR ds. Przemysłu Obronnego, od 21 lutego 1941 zastępca członka, a od 26 lutego 1947 do 7 marca 1949 członek Biura Politycznego KC WKP(b). Od 10 marca 1941 do 19 marca 1946 I zastępca przewodniczącego Rady Komisarzy Ludowych ZSRR, od 21 marca 1941 do 6 września 1945 członek Biura Rady Komisarzy Ludowych ZSRR, od 3 lutego 1942 do 4 września 1945 członek Państwowego Komitetu Obrony ZSRR. Od 8 grudnia 1942 do 9 stycznia 1948 przewodniczący Państwowej Komisji Planowania przy Radzie Komisarzy Ludowych/Radzie Ministrów ZSRR, od 15 maja 1944 do 4 września 1945 członek Biura Operacyjnego Państwowego Komitetu Obrony ZSRR. Od 14 grudnia 1944 do 6 września 1945 zastępca przewodniczącego Biura Rady Komisarzy Ludowych ZSRR, od 29 grudnia 1945 do 7 marca 1949 członek Stałej Komisji do Spraw Zagranicznych przy Biurze Politycznym KC WKP(b), od 19 marca 1946 do 7 marca 1949 zastępca przewodniczącego Rady Ministrów ZSRR Józefa Stalina, od 20 marca 1946 do 7 marca 1949 członek, a od 20 marca 1946 do 8 lutego 1947 zastępca przewodniczącego Biura Rady Ministrów ZSRR. Od 9 stycznia 1948 do 14 marca 1949 przewodniczący Państwowego Komitetu Planowania ZSRR. Deputowany do Rady Najwyższej ZSRR 2 kadencji, laureat Nagrody Stalinowskiej (1948), odznaczony dwoma Orderami Lenina.
27 października 1949 aresztowany, 30 września 1950 skazany na śmierć przez Kolegium Wojskowe Sądu Najwyższego ZSRR pod zarzutem zdrady Ojczyzny i działalności szkodliwej i kontrrewolucyjnej i następnego dnia rozstrzelany. 30 kwietnia 1954 pośmiertnie zrehabilitowany.